# 宁夏府
宁夏府，明朝、清朝时设置的府。

宁夏府在甘肃省的位置（1820年）

洪武三年（1370年）改宁夏府路置，治所在今宁夏回族自治区银川市。属甘肅省管轄。辖境约当今宁夏回族自治区西北部黄河沿岸地区。洪武五年又废。清朝雍正三年（1724年）又改宁夏卫为府，治宁夏县〔今宁夏回族自治区银川市区（兴庆区）及賀蘭縣〕、宁朔县〔今银川市区（兴庆区）及青铜峡市〕、平羅縣、中衞縣、靈州，雍正五年，又設置新渠縣。七年，置寶豐縣。乾隆三年，省新渠、寶豐入平羅縣。到了同治十一年，又置寧靈廳。
1913年，废寧夏府。 民国十七年（1928年）时，宁夏升格为宁夏省。